# Impulstar
Impulstar est un tournoi de football de rue français destiné aux 14-16 ans.

## Histoire
Impulstar est créé à Argenteuil par Bernard Messi et Meissa N'Diaye en 2010 à la suite du décès d'un enfant d'un quartier. Le tournoi de football a été un moyen pour récolter des fonds pour aider sa famille.
L'objectif du tournoi est de repérer des talents et aussi de mettre en avant les cultures urbaines.
De 2021 à 2023, le tournoi se déroule au pied de la tour Eiffel, au stade Émile Anthoine à Paris (VIIe arrondissement).
Instagram et Adidas sont partenaires de l'évènement depuis 2021,,,.
À partir de 2021, le tournoi est ouvert aux filles.

## Éditions
En 2015, les footballeurs Blaise Matuidi, Michy Batshuayi, Georges-Kévin Nkoudou, Benjamin Mendy, et Wissam Ben Yedder, sont présents lors de cette édition.
En 2018, Mantes-la-Jolie est vainqueur contre Vitry-sur-Seine, de la saison 8.
En 2020, en raison de la pandémie de Covid-19, l'évènement n'a pas lieu cette année.
Le 30 août 2021, Impulstar fête ses 10 ans,. Des footballeurs professionnels sont présents comme Jonathan Ikoné, Jonathan Bamba, Youssouf Fofana, Faitout Maouassa. Un concert est assuré par Burna Boy, Niska, Ninho,Tiakola et Ronisia,. Un show de dance est assuré par Salif Gueye.
En 2022, Orelsan, Tiakola ou encore Laylow sont présents. Un show est assuré par Sean Garnier. Certains footballeurs professionnels sont présents comme Grace Geyoro, Hugo Ekitike, Nuno Mendes et Renato Sanches.
La 12e édition se déroule le 15 février 2024 à l'Adidas Arena.

### Filmographie
- [documentaire] « Impulstar à eux la lumière » sur RMC Sport, 2024[19]
- [documentaire] « Impulstar: au delà du rêve », par Booska-P sur YouTube, 2024[20]